# Forças Armadas da Estônia
As Forças Armadas da Estônia (em estoniano: Eesti Kaitsevägi) consistem de 5120 militares. O orçamento do Estado em 2021 disponibilizou 2,3% do produto interno bruto para os gastos militares.
As Forças Armadas da Estônia são uma força de reserva, e como tal, "todos os cidadãos do sexo masculino física e mentalmente saudáveis" devem prestar obrigatoriamente o serviço militar com a duração de oito a onze meses, durante esse período aos conscritos são ensinadas capacidades básicas necessárias para serem utilizadas em caso de necessidade real.

## Organização

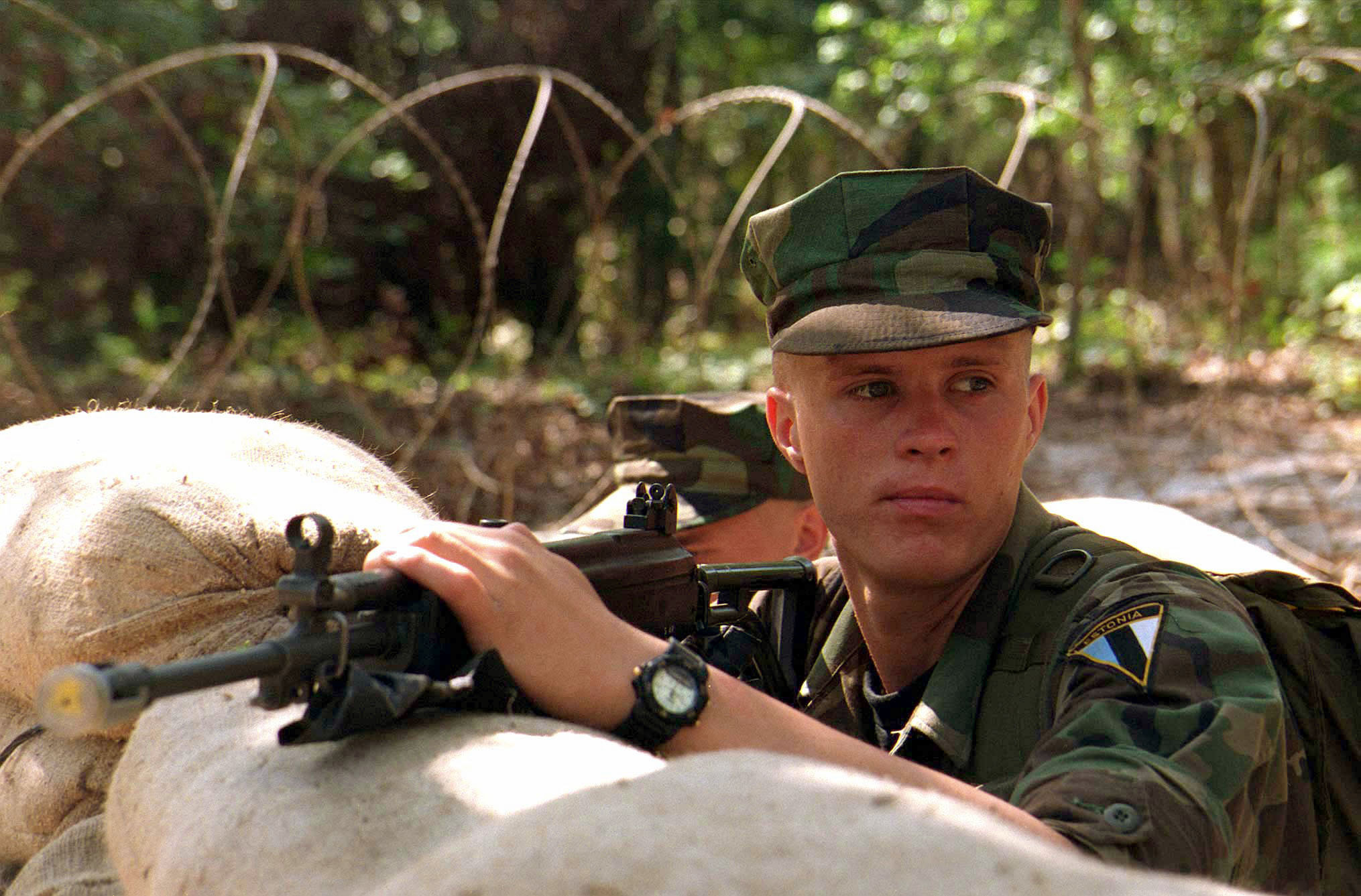
Soldado estoniano.

As Forças Armadas da Estônia é constituída de unidades militares regulares, o Kaitsevägi, totaliza 5.120 oficiais e soldados, e um corpo de voluntários, a Liga Armada da Estônia (Kaitseliit) com cerca de 10.000 soldados. As Forças Armadas estão posicionadas dentro de quatro regiões militares com os quartéis-generais nas cidades de Tallinn, Rakvere, Tartu e Pärnu.
A Estônia participa, juntamente com a Letônia e a Lituânia, do batalhão de infantaria conjunta BALTBAT e da esquadra naval BALTRON que são utilizados em operações para a manutenção da paz.

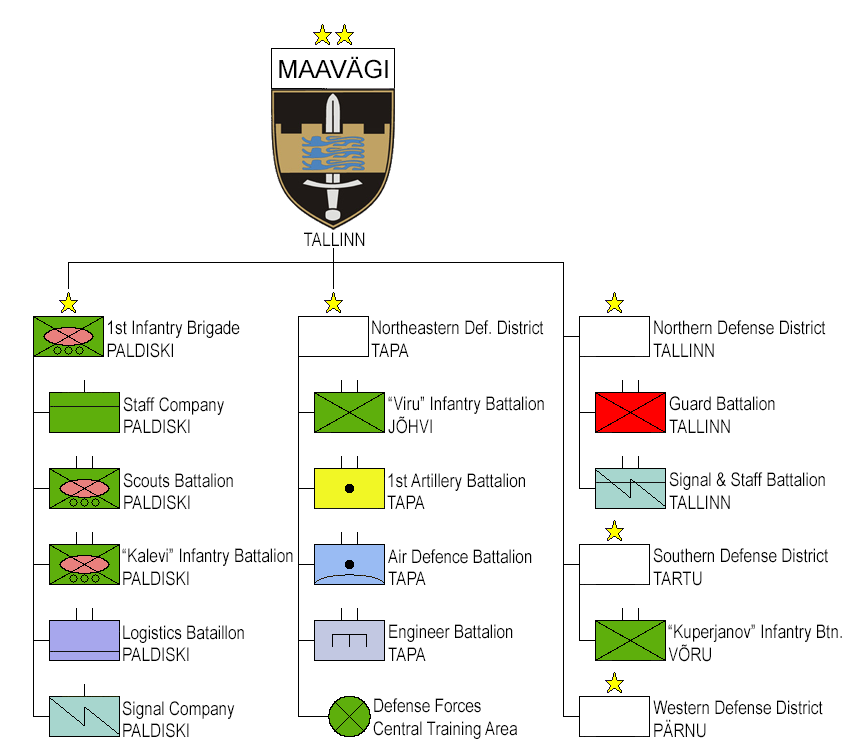
A estrutura do Exército da Estônia

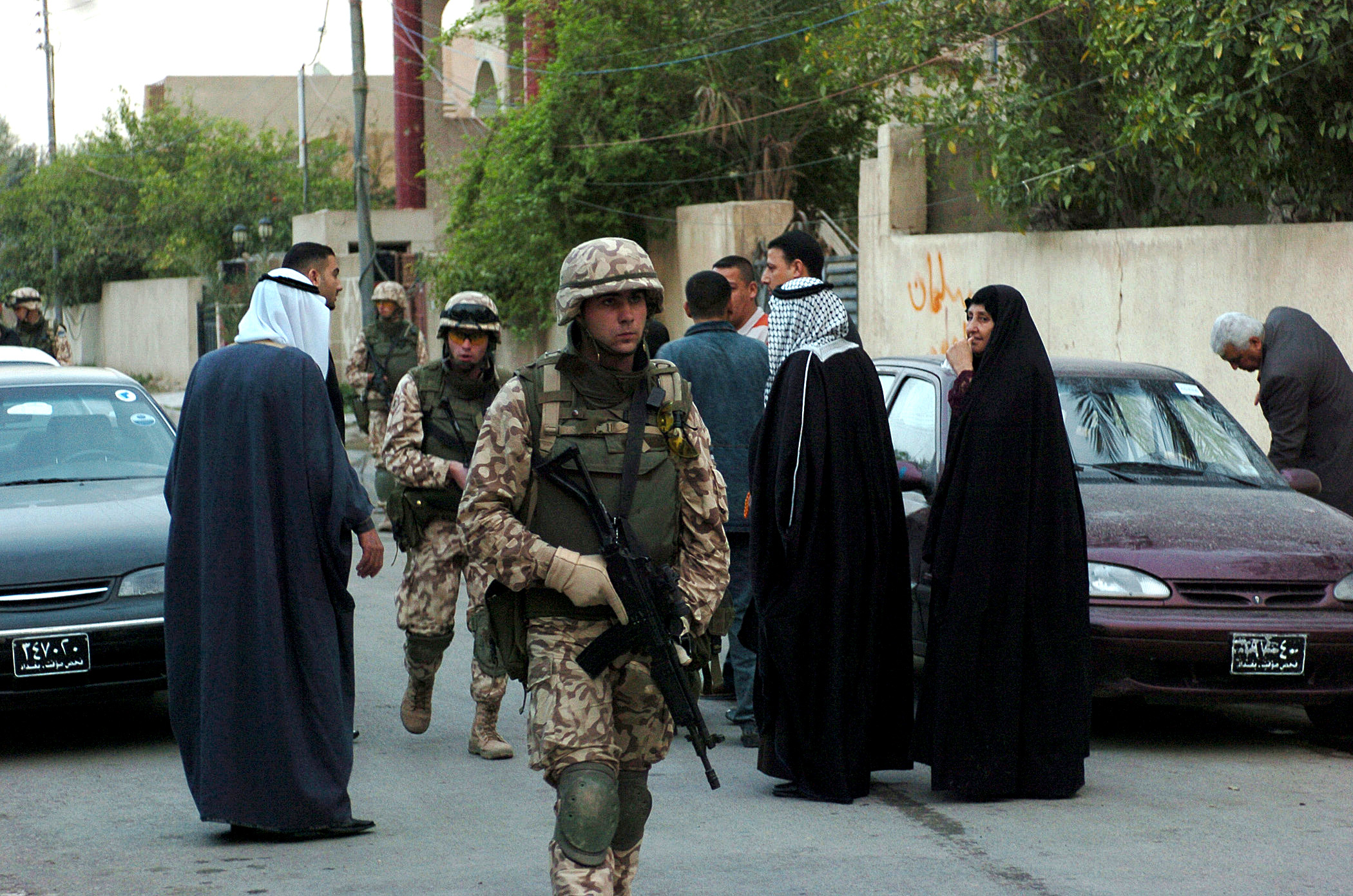
Soldados estonianos no Iraque.

- Exército
- Marinha
- Aeronáutica
- Liga Armada
- Guarda Costeira

### Exército (Maavägi)
O Exército da Estônia é constituído de onze batalhões divididos em unidades:
- Batalhão de Infantaria Independente Kuperjanov
- Batalhão de Infantaria Independente de Pärnu
- Batalhão de Infantaria Independente de Viru
- Batalhão de Batedores
- Batalhão de Guarda Independente
- Grupo de Artilharia
- Batalhão de Defesa Aérea
- Batalhão de Sinalização Independente
- Batalhão (Apoio) de Intendência
- Batalhão de Engenharia
- Centro de Operações de Paz

### Marinha (Merevägi)
A Marinha da Estônia tem uma base naval em Miinisadam e opera uma divisão de draga-minas:
- EML Almirante Pitka - navio de comando e apoio, ex-dinamarquês Beskytteren, classe Hvidbjørnen modificada
- EML Tasuja - navio de mergulho naval e apoio, ex-dinamarquês Lindormen, classe Lindormen
- EML Ahti - escaler, ex-dinamarquês, classe Maagen
- EML Almirante Cowan - caça-minas, ex-britânico, classe  Sandown, mais dois adicionais para serem entregues em 2008
- EML Sulev - caça-minas, ex-alemão, Tipo 331 classe Fulda
- EML Wambola - caça-minas, ex-alemão, Tipo 331 classe Fulda

### Aeronáutica (Õhuvägi)
A Força Aérea da Estônia está localizada na Base Aérea de Ämari e opera com duas aeronaves Antonov An-2 e quatro helicópteros Robinson R44. Dois Aero L-39 Albatros estão sendo arrendados para fins de treinamento.
A defesa aérea da Estônia é garantida pela OTAN, que efetua um rodízio a cada quatro meses entre os seus Estados-membros e envia quatro aeronaves para a Lituânia a fim de efetuarem esse policiamento aéreo nos três países bálticos.
As baterias de defesa aérea são equipadas com 100 canhões ZU-23-2 e mísseis Mistral.
O radar primário Lockheed Martin TPS-117 da Estônia está localizado em Kellavere e está integrado com a rede de defesa aérea BaltNet dos Países Bálticos. A Base Aérea de Ämari também hospeda o radar analógico de curto-alcance ASR-8.

## Insígnia
| Código OTAN | OF-9            | OF-8         | OF-7            | OF-6    | OF-5            | OF-4  | OF-3   | OF-2     | OF-1           | OF-1   | OF-D |
| ----------- | --------------- | ------------ | --------------- | ------- | --------------- | ----- | ------ | -------- | -------------- | ------ | ---- |
| Estónia     |                 |              |                 |         |                 |       |        |          |                |        |      |
| Kindral     | Kindralleitnant | Kindralmajor | Brigaadikindral | Kolonel | Kolonelleitnant | Major | Kapten | Leitnant | Nooremleitnant | Lipnik |      |

| Cógigo OTAN | OR-9       | OR-9       | OR-9         | OR-9         | OR-9        | OR-9        | OR-8   | OR-8         | OR-7          | OR-7          | OR-6     | OR-6     | OR-6     | OR-6     | OR-6     | OR-6     | OR-5           | OR-5           | OR-5           | OR-5           | OR-5           | OR-5           | OR-4   | OR-4   | OR-3    | OR-3 | OR-2 | OR-2 | OR-2 | OR-2 | OR-2 | OR-2 | OR-1         |
| ----------- | ---------- | ---------- | ------------ | ------------ | ----------- | ----------- | ------ | ------------ | ------------- | ------------- | -------- | -------- | -------- | -------- | -------- | -------- | -------------- | -------------- | -------------- | -------------- | -------------- | -------------- | ------ | ------ | ------- | ---- | ---- | ---- | ---- | ---- | ---- | ---- | ------------ |
| Estónia     |            |            |              |              |             |             |        |              |               |               |          |          |          |          |          |          |                |                |                |                |                |                |        |        |         |      |      |      |      |      |      |      | Sem insígnia |
| Estónia     | Ülemveebel | Ülemveebel | Staabiveebel | Staabiveebel | Vanemveebel | Vanemveebel | Veebel | Nooremveebel | Vanemseersant | Vanemseersant | Seersant | Seersant | Seersant | Seersant | Seersant | Seersant | Nooremseersant | Nooremseersant | Nooremseersant | Nooremseersant | Nooremseersant | Nooremseersant | Kapral | Kapral | Reamees |      |      |      |      |      |      |      |              |

## Imagens

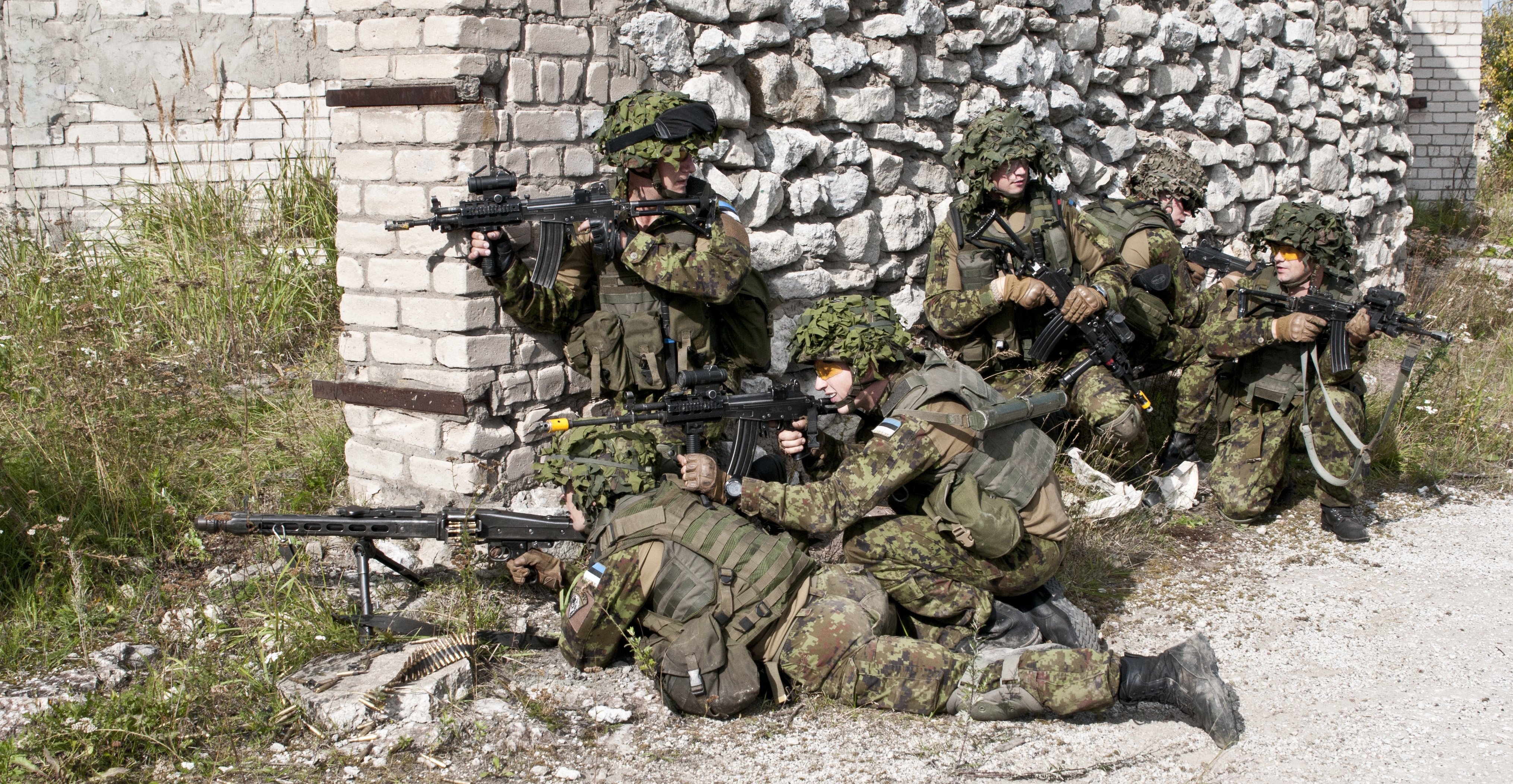
Militares estonianos da 173ª Brigada Aerotransportada durante um exercício de treinamento.
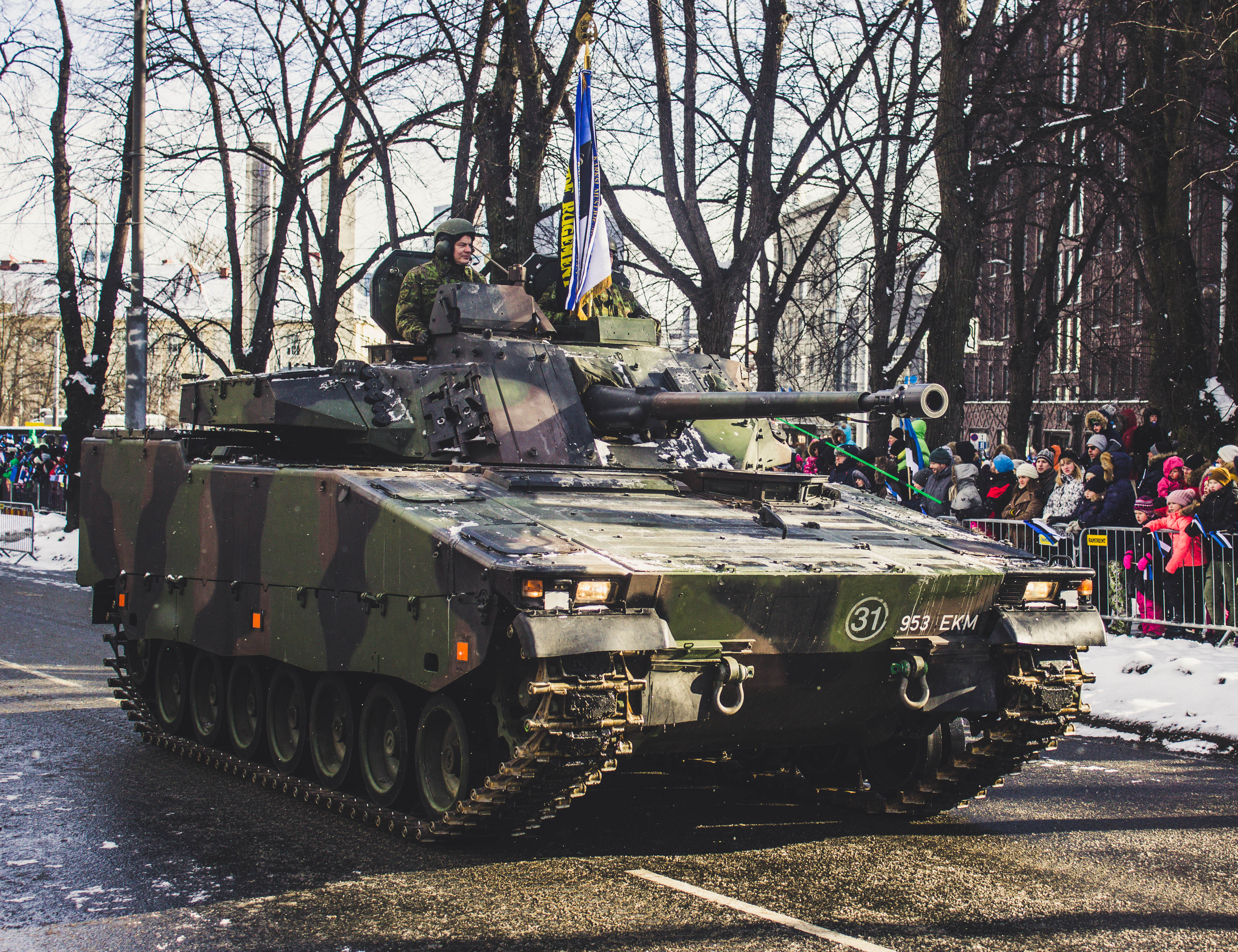
Um CV90, de fabricação sueca, do exército estoniano.
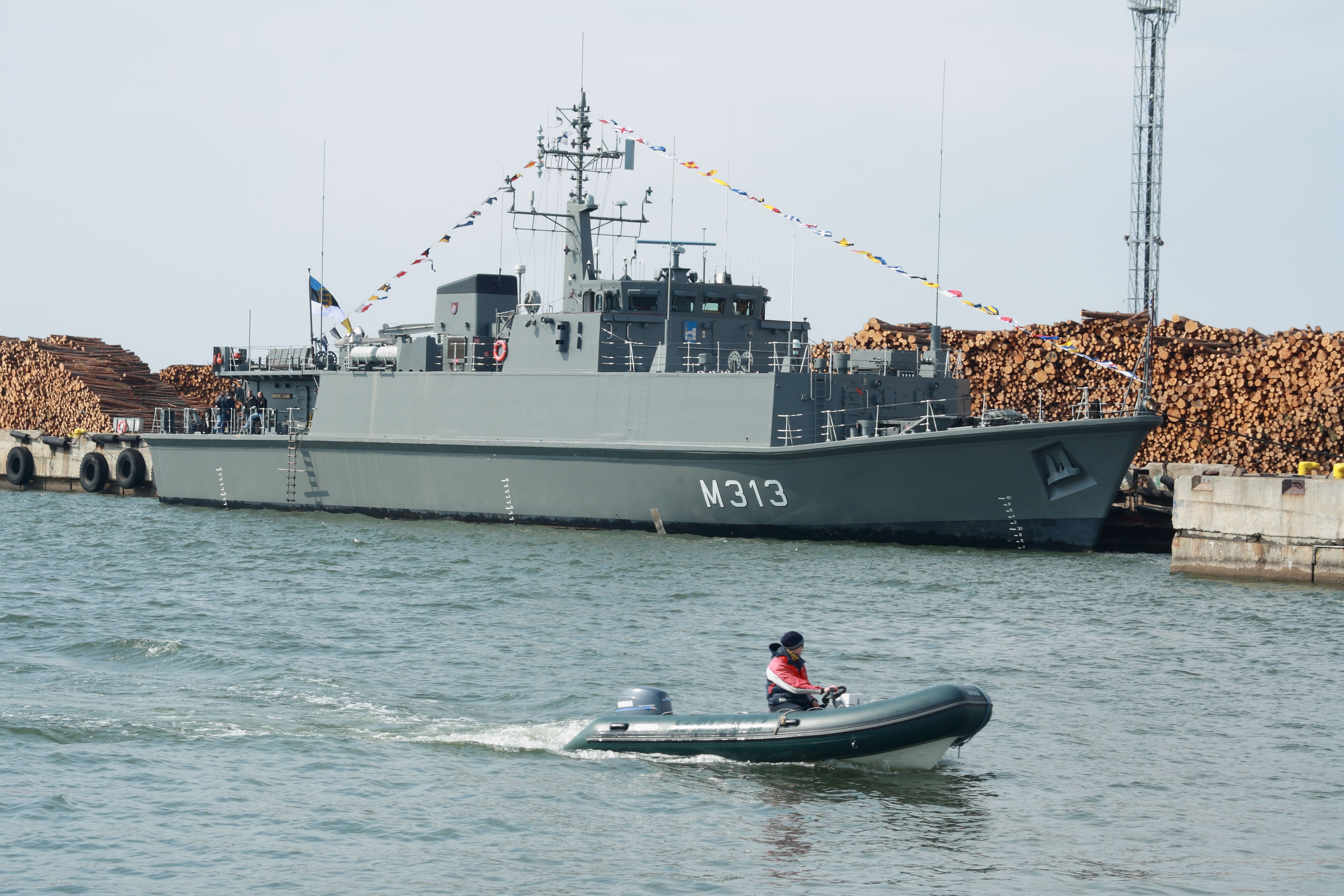
Um navio da marinha da Estônia.
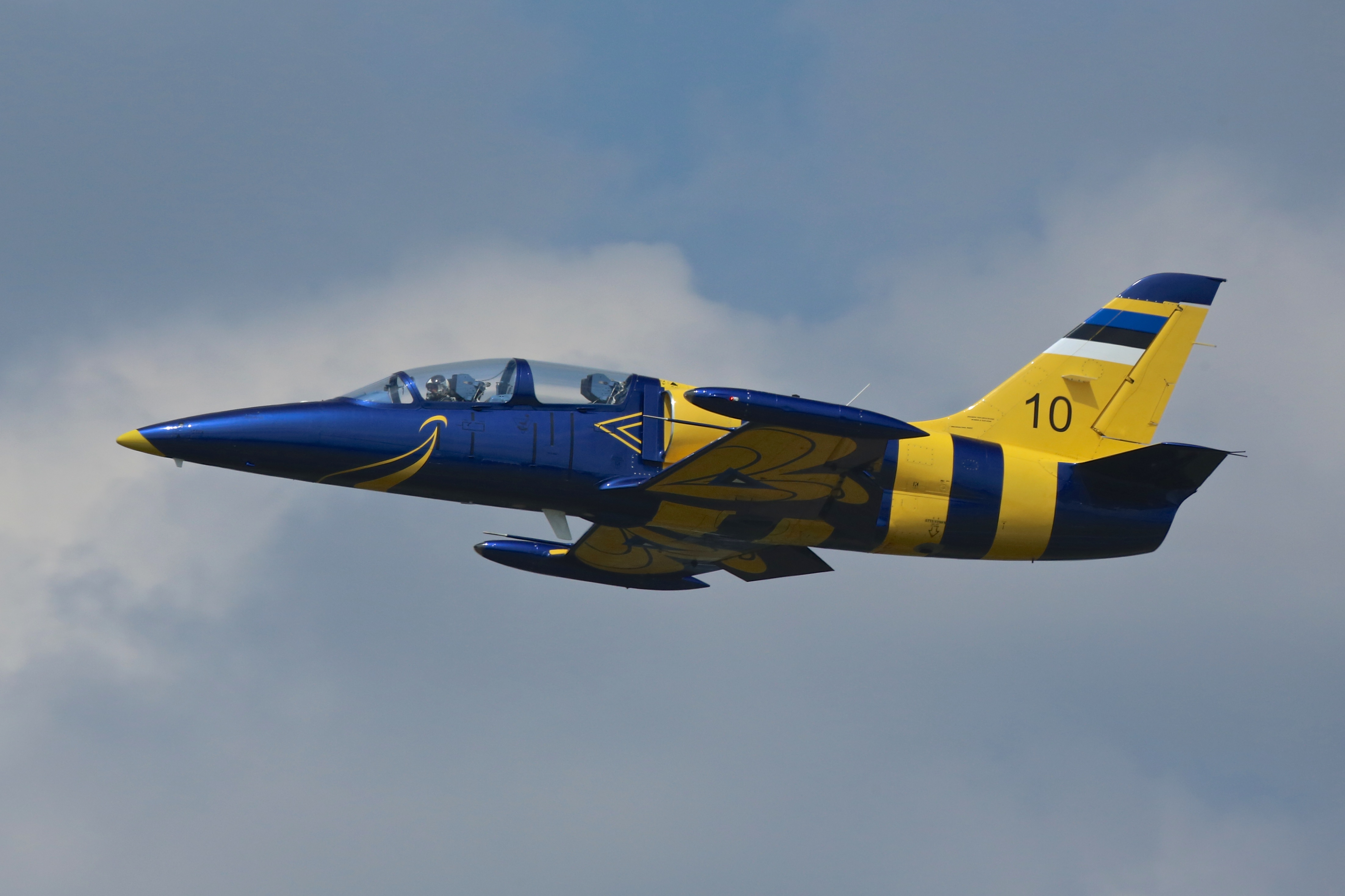
Uma aeronave L-39C Albatros da força aérea estoniana.

## Relações internacionais
Em 2004, a Estônia juntou-se à OTAN, que havia sido uma das suas primeiras prioridades desde a restauração da independência. Os Estados Unidos da América estão entre os países com os quais a Estônia mantém forte cooperação nos campos da defesa e segurança. A Estônia utiliza muitas armas produzidas pelas Indústrias Bélicas de Israel, incluindo as submetralhadoras Uzi, os rifles Galil e metralhadoras leves IMI Negev. A Estônia atualmente tem 35 soldados lutando ao lado das Forças dos Estados Unidos no Iraque e 120 soldados, ou cerca de 3% do total de militares ativos, lutando ao lado das Forças Britânicas no Afeganistão. Nos dois casos, as unidades são regularmente substituídas. A Estônia é também membro do Grupo de Combate Nórdico, um dos dezoito grupos de combate da União Europeia.

## Equipamento

Emblema militar aeronáutico da Estônia.

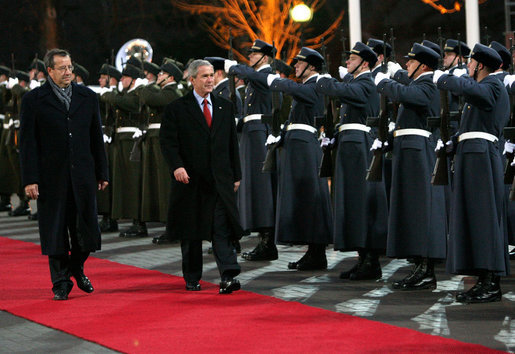
O presidente George W. Bush, acompanhado do presidente da Estônia, Toomas H. Ilves, passando em revista à tropa estoniana em Tallinn, 2006.

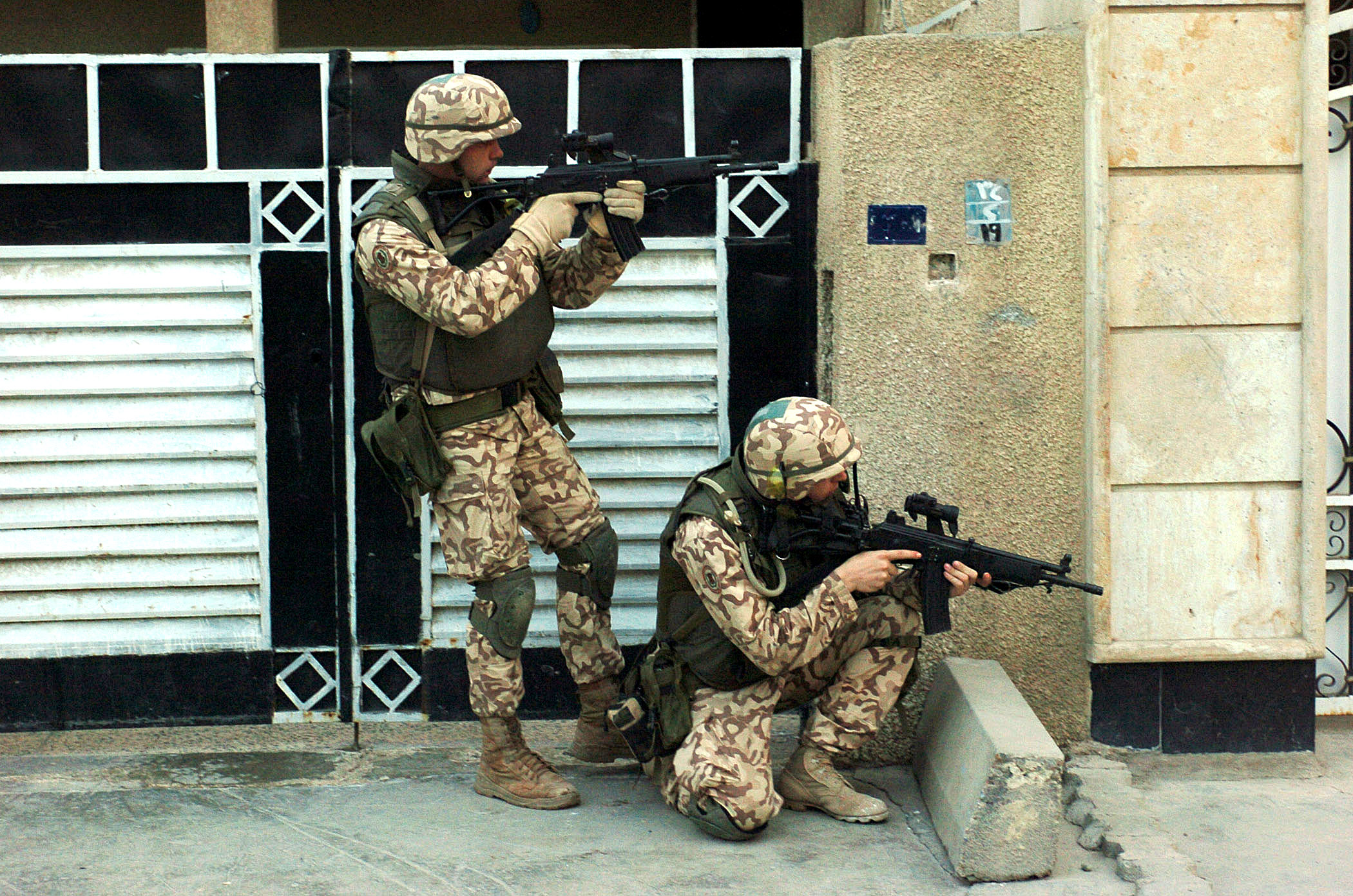
Soldados estonianos em posição de ataque no Iraque.

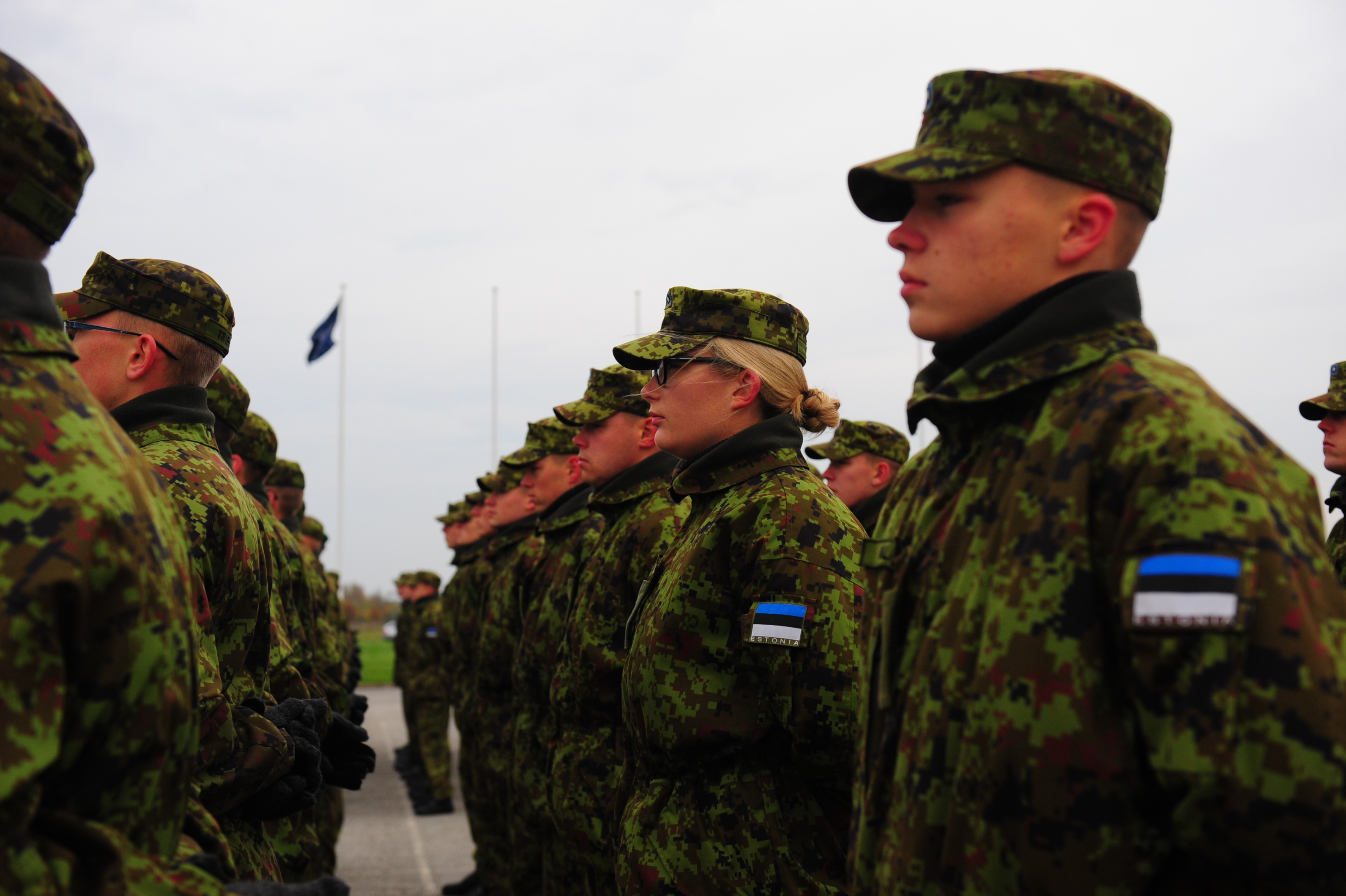
Militares estonianos com uniforme de camuflagem digital ESTDCU.

Veículos blindados
- Sisu XA-180
- BTR-80
- Mamba APC

Veículos
- Volkswagen Iltis
- Mercedes-Benz Classe G
- Unimog
- Volvo C303
- MAN AG 4520
- UAZ-469

Armamento antitanques
- Tipo 69 RPG
- B-300
- Rifle sem recuo Carl Gustav
- 90mm rifle sem recuo Pvpj 1110
- 106mm rifle sem recuo M40A1
- MAPATS
- MILAN

Artilharia
- Soltam 81mm morteiro
- M41D/M65 120mm morteiro
- H61-37 105mm obus
- FH-70 155mm obus de campo

Armamento antiaéreo
- ZU-23-2
- Míssil Mistral

Armamento de infantaria
- Makarov PM
- Heckler & Koch USP
- Glock 17
- Mini UZI
- Carl Gustav M/45
- IMI Galil AR
- IMI Galil SAR
- IMI Galil ARM
- Rifle M16A1
- Rifle M14
- Ak 4  (G3)
- IMI Galat'z (Galil Sniper)
- Psg 90  (L96AW)
- IMI Negev LMG
- MG3
- Ksp58 (FN MAG)
- M2 Browning HMG
- Sako TRG-42

Aeronaves
- Robinson R44
- Antonov An-2
- Agusta AB-139